# Jakim Donaldson
Jakim Nestekaya Donaldson (Pittsburgh, 3 settembre 1983) è un ex cestista statunitense.

## Palmarès

### Squadra
- Copa Princesa de Asturias: 1

Canarias: 2012

### Individuale
- MVP Liga LEB Oro: 3

Canarias: 2008-09, 2009-10, 2011-12